# دیوید بیرد جونیور
دیوید بیرد جونیور (به انگلیسی: David Baird, Jr.) سناتور سابق عضو حزب جمهوری‌خواه ایالات متحده آمریکا بود. وی در سال ۱۹۲۹ تا ۱۹۳۰ میلادی سناتور ایالت نیوجرسی در سنای ایالات متحده آمریکا بود.